# Герман, Яэль
Яэль Герман (ивр. יעל גרמן‎; род. 5 августа 1947 года, Хайфа, Британский мандат в Палестине) — израильский политик, депутат кнессета 19—22-го созывов, министр здравоохранения в тридцать третьем правительства Израиля.

## Биография
Родилась в Хайфе, на территории Подмандатной Палестины. Получила первую академическую степень по мировой истории в Тель-Авивском университете. Затем получила степень по бизнес администрации в Междисциплинарном центре в Герцлии. Получила диплом учителя.
Работала в сфере образования. Была членом партии Мерец, от которой стала членом муниципального совета Герцлии (1993). В 1998 году она была избрана мэром Герцлии.
В 2012 году перешла в партию Йеш Атид, заняв третье место в её предвыборном списке. Так как «Йеш Атид» получила 19 мандатов, Герман вошла в состав парламента, получив пост в финансовой комиссии. В ходе формирования третьего правительства Нетаньяху она получила пост министра здравоохранения.
Избиралась в 19-й — 22-й кнессеты Израиля. Старейший депутат 22-го Кнессета.
Яэль Герман замужем, мать двоих детей.